# Lionel Giles
Lionel Giles (1875. december 29. – 1958. január 22.; kínai neve pinjin hangsúlyjelekkel: Dí Línnài; magyar népszerű: Ti Lin-naj; kínaiul: 翟林奈) brit sinológus, a British Museum kurátora. A diplomata és sinológus Herbert Giles fia.

## Élete
Lionel Giles Herbert Giles negyedik fiú gyermeke volt. Iskoláit magán úton végezte in Belgiumban (Liège), Ausztriában (Feldkirch) és Skóciában (Aberdeen). Klasszika-filológiát tanult az oxfordi Wadham College-ban, ahol 1899-ben végzett.

## Főbb művei
Lionel Giles sinológia munkásságának legkiemelkedőbb eredményei az olyan klasszikus kínai művek angol fordítása, mint például A háború művészete vagy az Út és erény könyve.
- The Art of War (1910)
- The Analects of Confucius (1910)
- The Sayings of Lao Tzu and Taoist Teachings (1912)
- The Book of Mencius (1942)
- The Life of Ch'iu Chin and The Lament on the Lady of the Ch'in
- The Liexian Zhuan (1948)

## További hivatkozások
- Lionel Giles' Translation of the Tao Te Ching at sacred-texts
- Lionel Giles' Translation from Taoist teachings from the book of Lieh Tzŭ at Wikisource
- A Gallery of Chinese Immortals translated by Lionel Giles